# Megaselia tumidula
Megaselia tumidula är en tvåvingeart som beskrevs av Borgmeier 1962. Megaselia tumidula ingår i släktet Megaselia och familjen puckelflugor. Inga underarter finns listade i Catalogue of Life.